# Symbol (lingvistika)

Cedr v libanonské vlajce je symbolem, neboť tento znak byl vybrán náhodně - místo něj mohlo být ve vlajce něco jiného

Symbol je druh znaku, kde vztah mezi znakem a zastupovanou skutečností je dán náhodně.
Mezi symboly patří většina slov. Pes se nazývá „pes“ jen náhodně, v jiných jazycích je nazýván jinak.
Pozn. Spíš než náhodně je výstižnější arbitrárně, nebo ještě lépe – konvenčně. Slovo „pes“ nevzniklo náhodně, nýbrž právě konvenčně. Lidé se dohodli, že živou čtyřnohou entitu, která štěká, budou nazývat touto konfigurací hlásek – „pes“. U některých slov, např. zvukomalebných, výraz vznikl zvukovým napodobením (např. žbluňk, mlask apod.). Zde slovo tedy nevzniklo arbitrárně, ale bylo motivováno reálným zvukem.   